# 李園
李 園（り えん、生没年不詳）は、中国戦国時代の趙の人で、楚の春申君の食客。楚王家の外戚となり甥の幽王の時代に楚の朝政を牛耳った。

## 経歴
李園は妹の李環を春申君を通して楚の考烈王に献じた。当時嗣子のなかった考烈王の元で李環は男児を産み、李園はそれを背景に春申君と同様、楚の政治に大きく関わるようになった。
考烈王25年（紀元前238年）、考烈王が薨去すると、李園の甥が幽王として即位し、李園は春申君を殺害して宰相となり幼い幽王の代わりに楚の朝政を牛耳った。
幽王10年（紀元前228年）、幽王が亡くなり、同母弟の公子猶が哀王として即位したものの、2ヶ月ほどで哀王の庶兄の負芻を擁する者らに殺害され、その際に妹の李太后（李環）共々殺害され、李園の一族は全滅した。

## 逸話
秦の辛梧と言う人物が魏に派遣され、遊説して連衡を組み秦魏で楚を攻撃しようと謀った。秦魏の連合軍が楚に攻め入ろうとする直前、李園はこれを避けるため辛梧に対して近年、秦の井忌と言う将軍が趙と連衡して燕を攻めた際に燕の2城を取った後、燕の蔡烏と言う人物が秦の文信侯（呂不韋）に燕の10城を差し出す事で文信侯を変心させて秦軍を燕から趙に攻め入らせ、結果として井忌は燕を攻めた責を取らされ処刑された事を持ち出し説得し、秦魏連合軍の楚侵攻を回避したと言う。